# Тьєнсвілл (Вісконсин)
Тьєнсвілл (англ. Thiensville) — селище (англ. village) в США, в окрузі Озокі штату Вісконсин. Населення — 3290 осіб (2020).

## Географія
Тьєнсвілл розташований за координатами 43°14′12″ пн. ш. 87°58′33″ зх. д. / 43.23667° пн. ш. 87.97583° зх. д. (43.236704, -87.975922).  За даними Бюро перепису населення США в 2010 році селище мало площу 2,84 км², з яких 2,81 км² — суходіл та 0,03 км² — водойми.

## Демографія
Згідно з переписом 2010 року, у селищі мешкало 3235 осіб у 1532 домогосподарствах у складі 865 родин. Густота населення становила 1139 осіб/км².  Було 1644 помешкання (579/км²).
Расовий склад населення:
| - 93,3 % — білих - 2,1 % — азіатів - 1,7 % — чорних або афроамериканців - 0,4 % — корінних американців |

До двох чи більше рас належало 1,9 %. Частка іспаномовних становила 2,8 % від усіх жителів.
За віковим діапазоном населення розподілялося таким чином: 20,8 % — особи молодші 18 років, 58,2 % — особи у віці 18—64 років, 21,0 % — особи у віці 65 років та старші. Медіана віку мешканця становила 46,3 року. На 100 осіб жіночої статі у селищі припадало 84,4 чоловіків;  на 100 жінок у віці від 18 років та старших — 81,4 чоловіків також старших 18 років.
Середній дохід на одне домашнє господарство  становив 79 439 доларів США (медіана — 56 500), а середній дохід на одну сім'ю — 90 803 долари (медіана — 72 000). Медіана доходів становила 61 944 долари для чоловіків та 44 811 долар для жінок. За межею бідності перебувало 8,0 % осіб, у тому числі 8,8 % дітей у віці до 18 років та 3,7 % осіб у віці 65 років та старших.
Цивільне працевлаштоване населення становило 1613 осіб. Основні галузі зайнятості: освіта, охорона здоров'я та соціальна допомога — 32,7 %, виробництво — 17,1 %, науковці, спеціалісти, менеджери — 12,0 %, мистецтво, розваги та відпочинок — 7,1 %.